# 800BEST -simple is the BEST!!-
『800BEST -simple is the BEST!!-』（はっぴゃくベスト -シンプル・イズ・ザ・ベスト!!-）は、MONGOL800の初のベストアルバム。2013年2月8日発売。発売元はTISSUE FREAK RECORDS。

## 収録曲
1. DON'T WORRY BE HAPPY （3:02）
2. 小さな恋のうた （3:42）
3. スコール （7:23）
4. face to face （3:47）
5. あなたに （3:19）
6. 琉球愛歌 （5:40）
7. 月灯りの下で （5:04）
8. 神様 （6:15）
9. 夢叶う （4:45）
10. I'll be （9:15）
11. ヨロコビノウタ （3:58）
12. 愛する花 （3:01）
13. ターコイズ （6:34）
14. ガジュマルの木 （3:59）
15. あるがまま （4:30）